# Salza (figurines)
 (novembre 2023).
Si vous disposez d'ouvrages ou d'articles de référence ou si vous connaissez des sites web de qualité traitant du thème abordé ici, merci de compléter l'article en donnant les références utiles à sa vérifiabilité et en les liant à la section « Notes et références ».
Pour les articles homonymes, voir Salza.
Salza est une entreprise française fabricante de figurines ayant trait au sport cycliste. La société fut fondée par Victor Salza en 1947. Il fabriquait également des soldats mais cette production était moindre que celle des cyclistes.
Victor Salza est né en 1915 dans la province de Viterbe, en Italie. Il est décédé en France en 1994.
Son frère, Gilbert, fonda une société similaire en 1951 sous la marque Gyl. Son existence fut de courte durée.

## Les figurines cyclistes
Au début, les figurines sont fabriquées en aluminium puis, en plastique. Les coureurs sont représentés dans diverses postures : bras levé, porteur d'un bouquet de fleurs, en danseuse, saisissant une musette de ravitaillement, buvant, etc.
D'autres figurines des accompagnants du peloton existent : gendarmes, motards, ravitailleurs, voitures suiveuses, cadreurs, etc.
Les premiers cyclistes fabriqués par Salza sont rudimentaires et moulés en silhouettes. Au début des années 1950, une série de 4 coureurs en 3 dimensions apparaît. Les maillots sont aux couleurs nationales ou régionales, les maillots publicitaires n'arrivent qu'en 1962. Les pièces sont vendues séparément ou en série sur plaque de carton représentant parfois des décors et accompagnées de personnages divers.
Au début des années 1960, des cyclistes en plastique sont vendus avec des vélos en aluminium ainsi que des monoblocs non peints.

## Les soldats
Quelques soldats en plomb creux sont fabriqués par Salza en 1947, notamment des zouaves. Il sort également des jeeps militaires en 1960.

## L'usine
D'abord établie à Marolles-en-Brie (Val-de-Marne), elle déménage ensuite à Villecresnes de 1951 à 1957, puis à Santeny jusqu'à 1978, date de sa fermeture. L'entreprise est alors revendue mais rouvrira pour quelques années à Étaples.
La société Saint Hubert 92 a repris le nom de Salza pour l'intégrer sous forme d'une gamme pour sa marque Car-Horse, cette gamme est dédiée au thème du Tour de France.[réf. nécessaire]

## Anecdotes
Victor Salza était très méticuleux et avait le souci de rendre ses pièces aussi réalistes que possible. Pour ce faire, il se rendait lui-même sur les lignes de départ et photographiait les maillots des coureurs afin de les reproduire avec fidélité.

## Sources
- Collectionneur & Chineur no 19 - 6 juillet 2007.